# 彩鹮属
彩鹮屬（学名：Plegadis）为䴉科下的一类长脚涉禽。喙长而向下弯曲，插入泥中寻找如甲壳类的食物。它们分布于世界各地, 除南极洲以外
。

## 物种
此屬下含三种鳥類：
- 白脸彩鹮 Plegadis falcinellus (Linnaeus, 1766)
- 秘鲁彩鹮 Plegadis chihi (Vieillot, 1817)
- 凤头林鹮 Plegadis ridgwayi (Allen, JA, 1876)

## 外部連結
- 維基物種上的相關：彩鹮属
- 维基共享资源上的相關多媒體資源：彩鹮属